# Dorcadion macedonicum
Dorcadion macedonicum là một loài bọ cánh cứng trong họ Cerambycidae.